# Чтец (клирик)

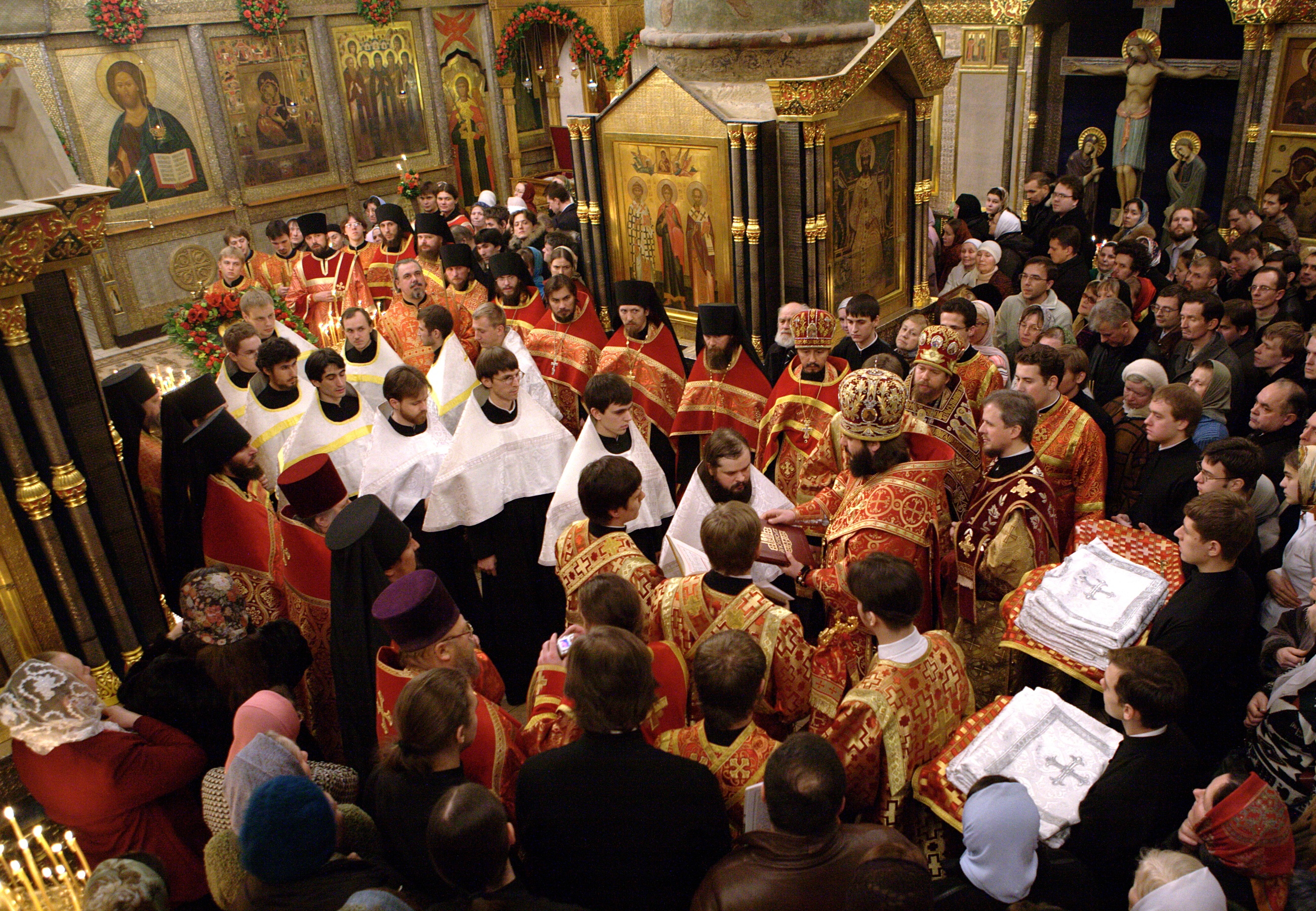
Поставление во чтеца студентов-свещеносцев, завершающих обучение в Сретенской духовной семинарии

Чтец (греч. αναγνώστης, лат. lector) в христианстве — первая (если не считать степень свещеносца, которая фактически не выделяется в особую) степень низшего клирика, основная задача которого громко читать для всех присутствующих в храме во время общественного богослужения некоторые тексты Священного Писания, молитвы и возгласы.

## История
По древней традиции, чтецы не только произносили молитвы в христианских храмах, но и растолковывали значение трудно понятных текстов, переводили их на языки своей местности (латинский, греческий, арамейский, коптский, сирийский, армянский), произносили проповеди, обучали новообращённых и детей, пели различные гимны (песнопения), занимались благотворительностью, имели и другие церковные служения.
Уже в древней церкви пели, читали и произносили проповеди в храмах только мужчины, и обязательно посвящённые (исключение делалось только рукоположенным диаконисам и монахиням). Поэтому посвящёнными чтецами могут быть только мужчины.
В 1994 году ректор Московской духовной академии и семинарии епископ Филарет (Карагодин), по благословению патриарха Алексия II, ввёл обычай посвящать во чтецов всех выпускников мирян, семинарии и академии. Такая практика распространилась и на другие семинарии и некоторые духовные училища Русской православной церкви.

## Условия поставления
Более низшей ступенью низших клириков перед чтецом является свещеносец. Нижней границей возраста для поставления во чтеца, согласно разделу Кормчей книги «О поставлении церковных чинов» (43-й раздел в 42-й главе «От свитка новых заповедей Иустиниана царя»), является 15 лет.
Во многих случаях ставленники во диаконы пребывают в духовном сане чтеца (клирика) лишь несколько минут (между посвящением в свещеносцы и посвящением в иподиаконы).
В Православной церкви чтецы посвящаются архиереями (в монастырях — игуменами) через особый обряд хиротесию, иначе называемый «поставлением». Это посвящение совершается из свещеносца, после которого может последовать его рукоположение в иподиакона, а затем во диакона, далее — во священника и высшее — во епископа (архиерея). Неженатый и не монашествующий православный чтец (певец) ещё имеет право вступить в христианский брак, а рукоположенный во иподиакона и выше уже не может законно венчаться.

## Чинопоследование поставления
Порядок совершения церковного обряда поставления во чтеца находится в Чиновнике архиерейского священнослужения. Поставление во чтеца обычно совершается в храме в начале литургии либо сразу после облачения архиерея на кафедре или в алтаре (во время чтения часов), либо уже во время пения антифонов (посреди храма):
- Ставленник (или группа ставленников) в подрясниках с поясками выходит из алтаря диаконскими дверями, в 2 ряда подходит к архиерею и творит ему 3 земных поклона.
- Архиерей каждого три́щи зна́менает крестовидно по главе (поставление во свещеносца), и по сем, возложа́ руку на главу его, глаголет первую молитву:

И́же всю̀ тва́рь све́том просвети́вый чуде́с твои́х Го́споди, пре́жде е́же бы́ти, коего́ждо предложе́ния предве́даяй и служи́ти тебе́ хотя́щия укрепля́яй, са́м и раба̀ твоего̀, имя, предходи́ти свещено́сца святы́м твои́м та́инством изво́лившаго, украсѝ нескве́рными твои́ми и непоро́чными оде́ждами: да, просвеще́н, и в бу́дущем сре́тив ве́ке, прии́мет жи́зни нетле́нный вене́ц, со избра́нными твои́ми веселя́ся во присносу́щном блаже́нстве.
- Начальные молитвы, тропари апостолам, святителям Иоанну Златоусту, Василию Великому, Григорию Богослову, «Слава.., И ныне..,» Богородичен,
- Крестовидное пострижение волос,
- Облачение в краткий фелонь,
- Архиерей второй раз (начинается поставление собственно во чтеца) троекратно благословляет и возлагает руку на главу ставленника/ставленников с молитвой:

Го́споди Бо́же Вседержи́телю, изберѝ раба̀ твоего̀ сего̀ и освяти́ его̀: и да́ждь ему́ со вся́кою му́дростию и ра́зумом боже́твенных твои́х слове́с поуче́ние и прочита́ние твори́ти, сохраня́я его́ во непоро́чном жи́тельстве.
- Чтение посвящаемым Апостола, поклонение архиерею,
- Снятие фелони,
- Третье троекратное благословение архиереем поставляемого,
- Осенение архиереем стихаря над крестом,
- Облачение чтеца/чтецов в стихарь,
- Назидание архиерея об обязанностях чтеца,
- Благословение Господне, наречение во чтеца конкретного храма (обычно в котором совершалось посвящение),
- Вручение чтецу/чтецам лампады (подсвечника со свечой),
- Если новопоста́вленного чтеца далее не посвящают во иподиакона, то он (или группа новопоставленных чтецов) поворачивается к алтарю, крестится, кланяется, затем поворачивается к архиерею, кланяется ему, и двумя колоннами следует в алтарь диаконскими дверями,
- Причащение новопоставленных чтецов с мирянами на ближайшей литургии,
- Поздравление с посвящением и торжественное вручение свидетельства о хиротесии во чтеца.

## Принадлежности чтеца
Чтец должен носить подрясник, поясок и скуфью (не всегда). Во время клерикального пострига на свещеносца надевают облачение его сана — малую фелонь, которая затем снимается после поставления человека в чтеца, после этого происходит облачение во стихарь.
В православных храмах Востока и Греции чтецы (певцы) носят рясы.
Недопустимо путать чтеца — клирика, особо посвящённого священноначалием, и псаломщика — одного из прихожан или прихожанок, временно назначенных руководить приходским клиросом, несмотря на то, что клирики иногда бывают регентами и хозяйственными работниками при храмах.